# Emissário submarino de Santos
O emissário submarino de Santos é um emissário submarino, localizado na cidade brasileira de Santos, onde atualmente se localiza o Parque Roberto Mário Santini , destinado a lançar os esgotos sanitários no meio marinho à 4 km de distância da costa.

## Histórico
O emissário foi construído em 1978 e difunde, em alto-mar, o material tratado na estação de esgoto das cidades de Santos e São Vicente. O emissário pertence à Companhia de Saneamento Básico do Estado de São Paulo (Sabesp) e antes de sua construção, de os rejeitos destes municípios eram encaminhados para lançamento no Canto do Forte Itaipu, em Praia Grande.